# Eugenia minguetii
Eugenia minguetii är en myrtenväxtart som beskrevs av Ignatz Urban. Eugenia minguetii ingår i släktet Eugenia och familjen myrtenväxter.
Artens utbredningsområde är Haiti. Inga underarter finns listade i Catalogue of Life.